# دياز غراسا
دياز غراسا (بالبرتغالية: Dias Graça‏) هو لاعب كرة قدم برتغالي في مركز حراسة المرمى، ولد في 26 يناير 1964 في ريو دي جانيرو في البرازيل. لعب مع نادي بنفيكا ونادي جل فيسنتي ونادي فارزيم.